# Crazy Sexy Hits: The Very Best of TLC
Albums de TLC
Now and Forever: The Hits
(2003) We Love TLC
(2009)
Crazy Sexy Hits: The Very Best of TLC est une compilation de TLC, sortie le 17 mai 2007, uniquement au Royaume-Uni.

## Liste des titres
| No  | Titre                                       | album original                         | Durée |
| --- | ------------------------------------------- | -------------------------------------- | ----- |
| 1.  | No Scrubs                                   | FanMail                                | 3:39  |
| 2.  | Waterfalls                                  | CrazySexyCool                          | 4:18  |
| 3.  | Creep                                       | CrazySexyCool                          | 4:25  |
| 4.  | Red Light Special                           | CrazySexyCool                          | 4:37  |
| 5.  | Diggin' on You                              | CrazySexyCool                          | 4:14  |
| 6.  | Baby-Baby-Baby                              | Ooooooohhh... On the TLC Tip           | 3:58  |
| 7.  | Come Get Some (featuring Lil Jon et Sean P) | Inédit                                 | 4:19  |
| 8.  | Girl Talk                                   | 3D                                     | 3:35  |
| 9.  | Damaged                                     | 3D                                     | 3:52  |
| 10. | Whoop De Woo                                | Inédit                                 | 3:52  |
| 11. | In Your Arms Tonight                        | 3D                                     | 4:29  |
| 12. | Get It Up                                   | Bande originale du film Poetic Justice | 4:14  |
| 13. | What About Your Friends                     | Ooooooohhh... On the TLC Tip           | 4:04  |
| 14. | Ain't 2 Proud 2 Beg                         | Ooooooohhh... On the TLC Tip           | 4:08  |
| 15. | Unpretty                                    | FanMail                                | 4:00  |

| 16. | Creep (Shapeshifters Mix) |  |